# Мухровка
Мухровка (в верхней половине течения — Шеловица) — река в России, течёт по территории Бежаницкого района Псковской области. Устье реки находится на высоте 96,8 м над уровнем моря в 47 км по правому берегу реки Льсты. Длина реки составляет 25 км, площадь водосборного бассейна 197 км².

## Данные водного реестра
По данным государственного водного реестра России относится к Балтийскому бассейновому округу, водохозяйственный участок реки — Великая. Относится к речному бассейну реки Нарва (российская часть бассейна).
Код объекта в государственном водном реестре — 01030000112102000028212.